# Carlos María Isidro de Borbón

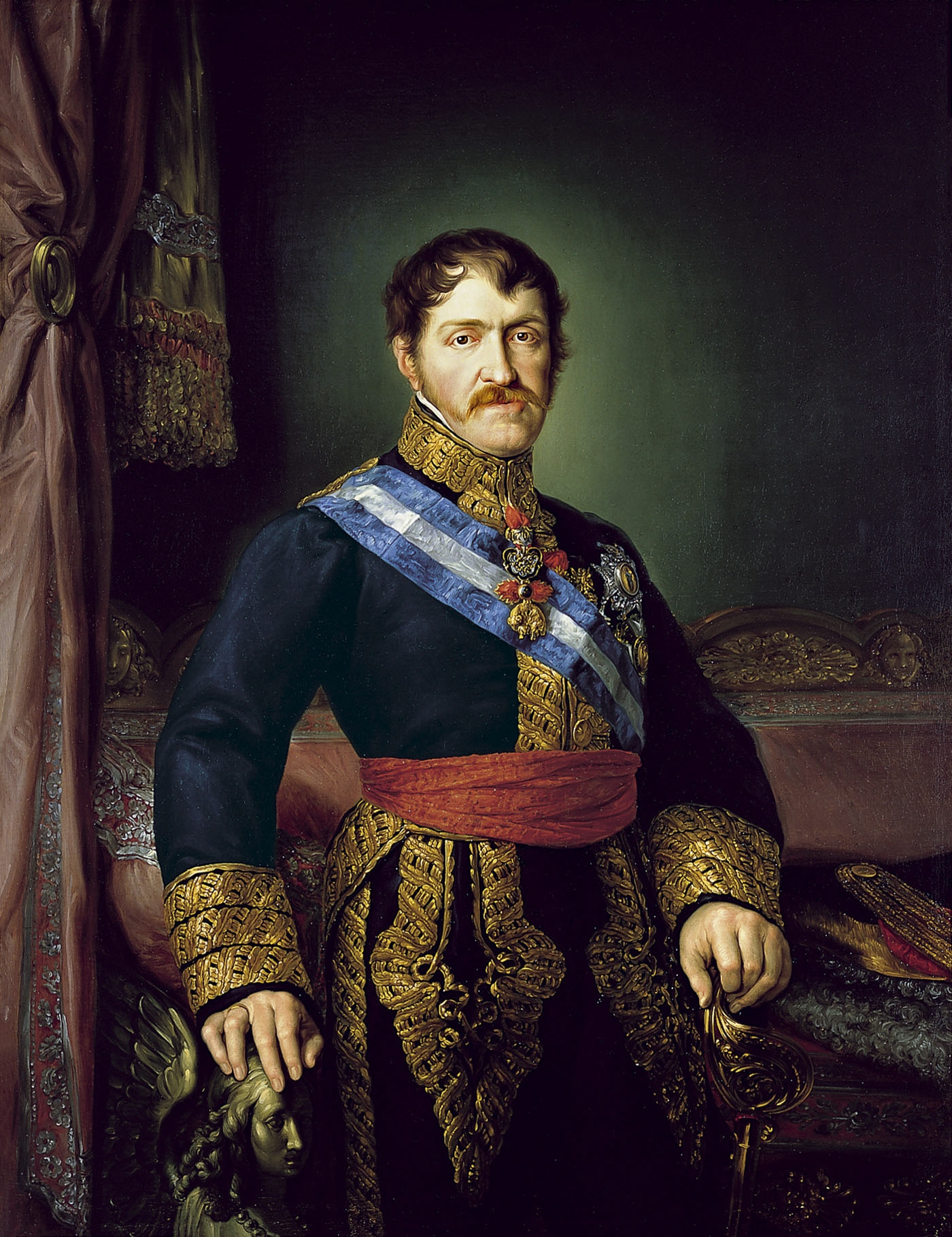
Don Carlos (V)

Carlos María Isidro Benito de Borbón y Borbón-Parma (Aranjuez, 29 maart 1788 - Triëst, 10 maart 1855), Graaf van Molina, was de tweede overlevende zoon van Karel IV van Spanje. Na de dood van zijn oudere broer Ferdinand VII weigerde hij de troonsbestijging van diens dochter Isabella II te erkennen en riep hij zichzelf onder de naam Karel V uit tot koning van Spanje, daarmee de beweging van het carlisme stichtend.
Don Carlos was de zesde zoon van koning Karel IV en van Maria Louisa van Bourbon-Parma, een dochter van hertog Filips van Parma. Van zijn oudere broers bleef alleen de latere Ferdinand VII in leven. De Franse bezetting dwong Karel IV in 1808 af te treden ten gunste van Ferdinand VII. Kort daarop werden ook Ferdinand en Carlos echter door Napoleon gedwongen af te zien van hun recht op de troon. De jaren 1808-1814 brachten de broers door in gevangenschap in het Franse Valençay, maar na de ontruiming van Spanje keerden beiden terug naar Madrid en besteeg Ferdinand opnieuw de troon. Carlos nam geen deel aan de regering, maar raakte bekend door zijn reactionaire religieuze en politieke denkbeelden. In 1816 huwde hij met zijn nicht Maria Francisca van Portugal (1800-1834), een dochter van koning Johan VI. Uit het huwelijk werden drie zoons geboren: Carlos Luis (1818-1861), Juan (1822-1887) en Fernando (1824-1861).
Aangezien Ferdinands eerste drie huwelijken kinderloos waren gebleven, werd Carlos algemeen als diens opvolger beschouwd. Hij raakte hierdoor betrokken in verschillende intriges tegen het regime van zijn broer. Na het herstel van het absolutisme probeerde hij Ferdinand in een star conservatieve richting te duwen. Carlos' positie als kroonprins verviel echter in 1830, toen Ferdinands vierde vrouw een dochter baarde, Isabella. Kort tevoren had Ferdinand met een Pragmatieke Sanctie de Salische wet afgeschaft en daarmee de troonopvolging van Isabella mogelijk gemaakt. Isabella werd gesteund door de liberalen, maar de conservatieve klerikale partij bleef Carlos als troonopvolger beschouwen.
Don Carlos weigerde zich bij de wetswijziging neer te leggen en werd in 1833 naar Portugal verbannen, waar hij zijn zwager, de Portugese pretendent Dom Miguel, ontmoette. Ferdinand stierf nog datzelfde jaar, maar Carlos kon door de Portugese Miguelistenoorlog Spanje alleen via Engeland en Frankrijk bereiken. Het conflict tussen Carlos' carlisten en de aanhangers van Isabella en haar moeder Maria Christina leidde in 1834 tot de Eerste Carlistenoorlog. In datzelfde jaar ontnam Maria Christina hem bij Koninklijk Besluit zijn rechten als infant van Spanje, in 1837 bevestigd door de Cortes. Don Carlos had met Tomás de Zumalacárregui de beschikking over een briljant generaal, maar wist door zijn onbekwaamheid en besluiteloosheid geen beslissing te forceren. Toen de afvallige generaal Rafael Maroto in 1839 een overeenkomst met de liberalen tekende, was de Carlistenoorlog feitelijk voorbij.
Carlos week kort daarop uit naar Frankrijk, waar hij met zijn drie zoons en zijn tweede vrouw Maria Theresia van Portugal (1793-1874), een zuster van zijn eerste vrouw, te Bourges werd geïnterneerd. Hij weigerde ook in Frankrijk zijn claim op de troon op te geven. De oplossing van koning Ferdinand II der Beide Siciliën om Carlos' zoon Carlos Luis met Isabella II te laten trouwen mislukte omdat Carlos een huwelijk alleen wilde toestaan als Isabella daarmee haar feitelijke macht aan Carlos Luis zou afstaan. De zichzelf als overwinnaars beschouwende liberalen waren tot een dergelijke concessie niet bereid. Carlos droeg in 1845 zijn pretentie over op Carlos Luis ("Karel VI") en nam de titel graaf van Molina aan. Hij stierf in 1855.

## Kwartierstaat (voorouders)
| August III van Polen (1696-1763)           | August III van Polen (1696-1763)           | August III van Polen (1696-1763)           | August III van Polen (1696-1763)           | August III van Polen (1696-1763)           | August III van Polen (1696-1763)           |                                     |                                     | Maria Josepha van Oostenrijk (1699-1757) | Maria Josepha van Oostenrijk (1699-1757) | Maria Josepha van Oostenrijk (1699-1757) | Maria Josepha van Oostenrijk (1699-1757) | Maria Josepha van Oostenrijk (1699-1757) | Maria Josepha van Oostenrijk (1699-1757) |                                 |                                 | Filips V van Spanje (1683–1746)      | Filips V van Spanje (1683–1746)      | Filips V van Spanje (1683–1746)      | Filips V van Spanje (1683–1746)      | Filips V van Spanje (1683–1746)      | Filips V van Spanje (1683–1746)      |  |  | Elisabetta Farnese (1692-1766)       | Elisabetta Farnese (1692-1766)       | Elisabetta Farnese (1692-1766)       | Elisabetta Farnese (1692-1766)       | Elisabetta Farnese (1692-1766)       | Elisabetta Farnese (1692-1766)       |                                    |                                    | Lodewijk XV van Frankrijk (1710-1774)      | Lodewijk XV van Frankrijk (1710-1774)      | Lodewijk XV van Frankrijk (1710-1774)      | Lodewijk XV van Frankrijk (1710-1774)      | Lodewijk XV van Frankrijk (1710-1774)      | Lodewijk XV van Frankrijk (1710-1774)      |                                            |                                            | Maria Leszczyńska (1703-1768)              | Maria Leszczyńska (1703-1768)              | Maria Leszczyńska (1703-1768)          | Maria Leszczyńska (1703-1768)          | Maria Leszczyńska (1703-1768)          | Maria Leszczyńska (1703-1768)          |  |  |                      |                      |                      |                      |                      |                      |
| August III van Polen (1696-1763)           | August III van Polen (1696-1763)           | August III van Polen (1696-1763)           | August III van Polen (1696-1763)           | August III van Polen (1696-1763)           | August III van Polen (1696-1763)           |                                     |                                     | Maria Josepha van Oostenrijk (1699-1757) | Maria Josepha van Oostenrijk (1699-1757) | Maria Josepha van Oostenrijk (1699-1757) | Maria Josepha van Oostenrijk (1699-1757) | Maria Josepha van Oostenrijk (1699-1757) | Maria Josepha van Oostenrijk (1699-1757) |                                 |                                 | Filips V van Spanje (1683–1746)      | Filips V van Spanje (1683–1746)      | Filips V van Spanje (1683–1746)      | Filips V van Spanje (1683–1746)      | Filips V van Spanje (1683–1746)      | Filips V van Spanje (1683–1746)      |  |  | Elisabetta Farnese (1692-1766)       | Elisabetta Farnese (1692-1766)       | Elisabetta Farnese (1692-1766)       | Elisabetta Farnese (1692-1766)       | Elisabetta Farnese (1692-1766)       | Elisabetta Farnese (1692-1766)       |                                    |                                    | Lodewijk XV van Frankrijk (1710-1774)      | Lodewijk XV van Frankrijk (1710-1774)      | Lodewijk XV van Frankrijk (1710-1774)      | Lodewijk XV van Frankrijk (1710-1774)      | Lodewijk XV van Frankrijk (1710-1774)      | Lodewijk XV van Frankrijk (1710-1774)      |                                            |                                            | Maria Leszczyńska (1703-1768)              | Maria Leszczyńska (1703-1768)              | Maria Leszczyńska (1703-1768)          | Maria Leszczyńska (1703-1768)          | Maria Leszczyńska (1703-1768)          | Maria Leszczyńska (1703-1768)          |  |  |                      |                      |                      |                      |                      |                      |
|                                            |                                            |                                            |                                            |                                            |                                            |                                     |                                     |                                          |                                          |                                          |                                          |                                          |                                          |                                 |                                 |                                      |                                      |                                      |                                      |                                      |                                      |  |  |                                      |                                      |                                      |                                      |                                      |                                      |                                    |                                    |                                            |                                            |                                            |                                            |                                            |                                            |                                            |                                            |                                            |                                            |                                        |                                        |                                        |                                        |  |  |                      |                      |                      |                      |                      |                      |
|                                            |                                            |                                            |                                            |                                            |                                            |                                     |                                     |                                          |                                          |                                          |                                          |                                          |                                          |                                 |                                 |                                      |                                      |                                      |                                      |                                      |                                      |  |  |                                      |                                      |                                      |                                      |                                      |                                      |                                    |                                    |                                            |                                            |                                            |                                            |                                            |                                            |                                            |                                            |                                            |                                            |                                        |                                        |                                        |                                        |  |  |                      |                      |                      |                      |                      |                      |
|                                            |                                            |                                            |                                            | Maria Amalia van Saksen (1724-1760)        | Maria Amalia van Saksen (1724-1760)        | Maria Amalia van Saksen (1724-1760) | Maria Amalia van Saksen (1724-1760) | Maria Amalia van Saksen (1724-1760)      | Maria Amalia van Saksen (1724-1760)      |                                          |                                          |                                          |                                          |                                 |                                 | Karel III van Spanje (1716-1788)     | Karel III van Spanje (1716-1788)     | Karel III van Spanje (1716-1788)     | Karel III van Spanje (1716-1788)     | Karel III van Spanje (1716-1788)     | Karel III van Spanje (1716-1788)     |  |  | Filips van Parma (1720-1765)         | Filips van Parma (1720-1765)         | Filips van Parma (1720-1765)         | Filips van Parma (1720-1765)         | Filips van Parma (1720-1765)         | Filips van Parma (1720-1765)         |                                    |                                    |                                            |                                            |                                            |                                            | Louise Elisabeth van Frankrijk (1727-1759) | Louise Elisabeth van Frankrijk (1727-1759) | Louise Elisabeth van Frankrijk (1727-1759) | Louise Elisabeth van Frankrijk (1727-1759) | Louise Elisabeth van Frankrijk (1727-1759) | Louise Elisabeth van Frankrijk (1727-1759) |                                        |                                        |                                        |                                        |  |  |                      |                      |                      |                      |                      |                      |
|                                            |                                            |                                            |                                            | Maria Amalia van Saksen (1724-1760)        | Maria Amalia van Saksen (1724-1760)        | Maria Amalia van Saksen (1724-1760) | Maria Amalia van Saksen (1724-1760) | Maria Amalia van Saksen (1724-1760)      | Maria Amalia van Saksen (1724-1760)      |                                          |                                          |                                          |                                          |                                 |                                 | Karel III van Spanje (1716-1788)     | Karel III van Spanje (1716-1788)     | Karel III van Spanje (1716-1788)     | Karel III van Spanje (1716-1788)     | Karel III van Spanje (1716-1788)     | Karel III van Spanje (1716-1788)     |  |  | Filips van Parma (1720-1765)         | Filips van Parma (1720-1765)         | Filips van Parma (1720-1765)         | Filips van Parma (1720-1765)         | Filips van Parma (1720-1765)         | Filips van Parma (1720-1765)         |                                    |                                    |                                            |                                            |                                            |                                            | Louise Elisabeth van Frankrijk (1727-1759) | Louise Elisabeth van Frankrijk (1727-1759) | Louise Elisabeth van Frankrijk (1727-1759) | Louise Elisabeth van Frankrijk (1727-1759) | Louise Elisabeth van Frankrijk (1727-1759) | Louise Elisabeth van Frankrijk (1727-1759) |                                        |                                        |                                        |                                        |  |  |                      |                      |                      |                      |                      |                      |
|                                            |                                            |                                            |                                            |                                            |                                            |                                     |                                     |                                          |                                          | Karel IV van Spanje (1748-1819)          | Karel IV van Spanje (1748-1819)          | Karel IV van Spanje (1748-1819)          | Karel IV van Spanje (1748-1819)          | Karel IV van Spanje (1748-1819) | Karel IV van Spanje (1748-1819) |                                      |                                      |                                      |                                      |                                      |                                      |  |  |                                      |                                      |                                      |                                      |                                      |                                      | Maria Louisa van Parma (1751-1819) | Maria Louisa van Parma (1751-1819) | Maria Louisa van Parma (1751-1819)         | Maria Louisa van Parma (1751-1819)         | Maria Louisa van Parma (1751-1819)         | Maria Louisa van Parma (1751-1819)         |                                            |                                            |                                            |                                            |                                            |                                            |                                        |                                        |                                        |                                        |  |  |                      |                      |                      |                      |                      |                      |
|                                            |                                            |                                            |                                            |                                            |                                            |                                     |                                     |                                          |                                          | Karel IV van Spanje (1748-1819)          | Karel IV van Spanje (1748-1819)          | Karel IV van Spanje (1748-1819)          | Karel IV van Spanje (1748-1819)          | Karel IV van Spanje (1748-1819) | Karel IV van Spanje (1748-1819) |                                      |                                      |                                      |                                      |                                      |                                      |  |  |                                      |                                      |                                      |                                      |                                      |                                      | Maria Louisa van Parma (1751-1819) | Maria Louisa van Parma (1751-1819) | Maria Louisa van Parma (1751-1819)         | Maria Louisa van Parma (1751-1819)         | Maria Louisa van Parma (1751-1819)         | Maria Louisa van Parma (1751-1819)         |                                            |                                            |                                            |                                            |                                            |                                            |                                        |                                        |                                        |                                        |  |  |                      |                      |                      |                      |                      |                      |
|                                            |                                            |                                            |                                            |                                            |                                            |                                     |                                     |                                          |                                          |                                          |                                          |                                          |                                          |                                 |                                 |                                      |                                      |                                      |                                      |                                      |                                      |  |  |                                      |                                      |                                      |                                      |                                      |                                      |                                    |                                    |                                            |                                            |                                            |                                            |                                            |                                            |                                            |                                            |                                            |                                            |                                        |                                        |                                        |                                        |  |  |                      |                      |                      |                      |                      |                      |
|                                            |                                            |                                            |                                            |                                            |                                            |                                     |                                     |                                          |                                          |                                          |                                          |                                          |                                          |                                 |                                 |                                      |                                      |                                      |                                      |                                      |                                      |  |  |                                      |                                      |                                      |                                      |                                      |                                      |                                    |                                    |                                            |                                            |                                            |                                            |                                            |                                            |                                            |                                            |                                            |                                            |                                        |                                        |                                        |                                        |  |  |                      |                      |                      |                      |                      |                      |
| Charlotte Joachime van Bourbon (1775-1830) | Charlotte Joachime van Bourbon (1775-1830) | Charlotte Joachime van Bourbon (1775-1830) | Charlotte Joachime van Bourbon (1775-1830) | Charlotte Joachime van Bourbon (1775-1830) | Charlotte Joachime van Bourbon (1775-1830) |                                     |                                     | Maria Amalia van Bourbon (1779-1798)     | Maria Amalia van Bourbon (1779-1798)     | Maria Amalia van Bourbon (1779-1798)     | Maria Amalia van Bourbon (1779-1798)     | Maria Amalia van Bourbon (1779-1798)     | Maria Amalia van Bourbon (1779-1798)     |                                 |                                 | Maria Louisa van Bourbon (1782−1824) | Maria Louisa van Bourbon (1782−1824) | Maria Louisa van Bourbon (1782−1824) | Maria Louisa van Bourbon (1782−1824) | Maria Louisa van Bourbon (1782−1824) | Maria Louisa van Bourbon (1782−1824) |  |  | Ferdinand VII van Spanje (1784-1833) | Ferdinand VII van Spanje (1784-1833) | Ferdinand VII van Spanje (1784-1833) | Ferdinand VII van Spanje (1784-1833) | Ferdinand VII van Spanje (1784-1833) | Ferdinand VII van Spanje (1784-1833) |                                    |                                    | Karel Maria Isidor van Bourbon (1788-1855) | Karel Maria Isidor van Bourbon (1788-1855) | Karel Maria Isidor van Bourbon (1788-1855) | Karel Maria Isidor van Bourbon (1788-1855) | Karel Maria Isidor van Bourbon (1788-1855) | Karel Maria Isidor van Bourbon (1788-1855) |                                            |                                            | Maria Isabella van Bourbon (1789-1848)     | Maria Isabella van Bourbon (1789-1848)     | Maria Isabella van Bourbon (1789-1848) | Maria Isabella van Bourbon (1789-1848) | Maria Isabella van Bourbon (1789-1848) | Maria Isabella van Bourbon (1789-1848) |  |  | 6 broers en 2 zussen | 6 broers en 2 zussen | 6 broers en 2 zussen | 6 broers en 2 zussen | 6 broers en 2 zussen | 6 broers en 2 zussen |